# Rossano
|  | No s'ha de confondre amb Rossano Veneto. |

Rossano (segle xi aC – 2018) és un antic municipi italià, situat a la regió de Calàbria i a la província de Cosenza. L'any 2018 tenia 36.598 habitants. Limitava amb els municipis de Calopezzati, Corigliano Calabro, Cropalati, Crosia, Longobucco i Paludi.
El 31 de març de 2018 va fusionar amb Corigliano i la nova entitat va prendre el nom de Corigliano-Rossano.

## Fills il·lustres
- Domenico Scorpione (1645-¿) compositor i tractadista.